# 雕具座γ
雕具座γ，又名CD-35 2089，HD 32831、SAO 195532、HR 1652，是雕具座的一颗恒星，视星等为4.55，位于銀經238.6，銀緯-36.23，其B1900.0坐标为赤經5h 0m 48.5s，赤緯-35° -36.23′ 11″。